# Удвоение матки
Удвое́ние ма́тки — порок развития, при котором у женщины образуются две обособленные матки, каждая из которых обычно соединяется с соответствующей частью удвоенного влагалища.
Двойная матка возникает при неслиянии нормально развитых мюллеровых протоков. При данной врождённой аномалии обе шейки матки и оба влагалища могут быть сращены.
Порок развития может иметь варианты:
- гематометра — одна из маток не имеет связи с влагалищем и в ней скапливается менструальная кровь;
- гематокольпос — одно из влагалищ может быть замкнутым со скоплением в нём менструальной крови.

При полном удвоении матки и влагалища могут наличествовать болезненные менструации (дисменорея), либо отсутствовать клинические проявления. Резко болезненные менструации характерны для удвоения влагалища и матки с частичной аплазией одного из влагалищ и добавочным функционирующим рогом матки. Боли при данном типе заболевания могут приводить к суицидальным попыткам.

## Лечение
Лечение оперативное. При равномерном удвоении матки выходят наиболее благоприятные послеоперационные результаты. Операция состоит в соединении обеих маток путём иссечения разделяющей их перегородки или вскрывания их полости.